# Salt Lake Golden Eagles
Die Salt Lake Golden Eagles waren ein US-amerikanisches Eishockeyfranchise der International Hockey League aus Salt Lake City, Utah. Ihre Heimspielstätte war das Delta Center.

## Geschichte
Die Salt Lake Golden Eagles wurden 1969 als Franchise der Western Hockey League gegründet. Noch im selben Jahr gingen die Verantwortlichen der Eagles eine Kooperation mit den Boston Bruins aus der National Hockey League ein. Diese bestand bis 1970. Anschließend entschieden sich die Buffalo Sabres mit dem IHL-Klub zu kooperieren. Sie bestand zwei Jahre und wurde 1972 wieder aufgelöst. In der WHL spielte der Klub bis 1974, ehe er in die Central Hockey League wechselte. Nachdem der Spielbetrieb der WHL nach der Saison 1973/74 eingestellt worden war, traten die Eagles folglich in der Central Hockey League an. Dort konnte der Klub 1975, 1980 und 1981 den Adams Cup, die Meisterschaft der CHL, gewinnen. 
Im Jahr 1984 löste sich auch die CHL auf und die Salt Lake Golden Eagles wechselten in die International Hockey League. Mit dem Eintritt in die IHL wurde auch eine Kooperation mit den Calgary Flames eingegangen. Infolge dieser Kooperation trugen zahlreiche Spieler der Flames, wie zum Beispiel der gebürtige Kanadier Patrick Lebeau, das Trikot der Eagles. Drei Jahre nach ihrem Beitritt in der IHL konnten die Eagles 1987 das Play-off-Finale mit 4:2 Siegen gegen die Muskegon Lumberjacks gewinnen. Damit sicherten sie sich zum ersten Mal in ihrer Vereinsgeschichte den Turner Cup. 
In der folgenden Saison 1987/88 konnte die Mannschaft den Titel gegen die Flint Spirits verteidigen. 1989 erreichten die Eagles zum dritten Mal hintereinander das Finale um den Turner Cup. Diesmal verlor das Team mit 2:4 Niederlagen gegen die Muskegon Lumberjacks. Dies war zugleich die letzte Teilnahme an einem Play-off-Finale. Die Salt Lake Golden Eagles bestanden bis Sommer 1994 und zogen anschließend nach Detroit um und traten folglich in der International Hockey League unter dem Namen Detroit Vipers an.

## Bekannte Spieler
- Perry Anderson
- Derek Armstrong
- Don Ashby
- Rich Chernomaz
- Kevin Grant
- Milan Hnilička
- Claude Julien
- Steve Junker
- Patrick Lebeau
- Don Luce
- Stéphane Matteau
- Joe Mullen
- Jason Muzzatti
- Bill Stewart
- Don Tannahill
- Chris Taylor
- Floyd Thomson
- Alain Vigneault
- Tom Webster